# ナゴヤシップサービス
株式会社ナゴヤシップサービス（英: NAGOYA SHIPSERVICE CO.,LTD.）は、愛知県名古屋市港区に本社を置く企業である。

## 概要
港湾事業のほか、貸切バスの運行を行なっている。以前は路線バス（飛島バス）の運行も行なっていた。日本旅客船協会、日本繋離船協会会員。